# Vágkeresztúr
Vágkeresztúr (szlovákul Križovany nad Dudváhom) község Szlovákiában, a Nagyszombati kerületben, a Nagyszombati járásban.

## Fekvése
Nagyszombattól 7 km-re délkeletre, a Vág folyótól 5 km-re nyugatra, a Dudvág közelében fekszik.

## Története
A község területe régészeti leletekben meglehetősen gazdag. A leletek azt bizonyítják, hogy itt már a paleolitikum óta lakott település állt. A kőkorszakban a zselizi és lengyeli kultúra, majd a bronzkorban a hallstatti és laténi kultúra települése található meg.
A mai települést 1296-ban "Kerestur" néven említik először. A község ezt az ősi magyar nevét egészen az 1948. évig megtartotta, ekkor kapta mai hivatalos szlovák nevét. Római katolikus templomának elődjét, egy rotundát 1246-ban építették. A falut 1439-ben Albert király a Rozgonyi családnak adományozta. 1553-ban a Báthori családé lett, majd 1647-től az Eszterháziaké. Később a vöröskői, majd a semptei uradalom része volt. 1817-től a cseklészi uradalomhoz tartozott. 1490-ben a magyar rendek itt fogadták el II. Ulászlót magyar királyként. 
Plébániájáról az első feljegyzés 1397-ből származik. Az 1847. évi egyházi vizitáció megjegyzi, hogy 1694-ben Thököly Imre kurucai a templomot feldúlták, három oltárát elpusztították. Ezt megerősítik a templom 1891-es megújításakor talált csontok és famaradványok is. Iskolájáról 1708-ból származik az első feljegyzés. Az egyosztályos iskolát 1845-ben háromosztályossá bővítették. 1899-ben új hatosztályos iskolaépületet emeltek, mely a feljegyzések szerint az egész vármegye egyik legszebb iskolája volt.
A vasút a Nagyszombat-Szered vonalon 1876-ban érte el Vágkeresztúrt. A posta 1888-ban egy korábbi családi házban létesült a faluban. 1890-ben hímző iskola is létesült itt, mely 1899-ben Cíferbe települt át. Lakói főként mezőgazdasággal, a nők közül sokan hímzéssel foglalkoztak. 1869-ben 760, 1900-ban 1078 lakos élt a községben.
Vályi András szerint "KERESZTÚR. Elegyes falu Posony Várm. földes Ura G. Eszterházy Uraság, lakosai mind katolikusok, fekszik Nagy Szombattól 1, Zavartól 1/2 órányira, három fordúlóra van osztva határja, és jó termékenységű, vagyonnyai jelesek, el adásra alkalmatos módgyok van"
Fényes Elek szerint "Keresztúr, Pozson m. tót falu, a Dudvágh mellett, N.-Szombathoz 1 1/2 órányira. Van egy kath. paroch. temploma, szép erdeje, mellyben sok vad találtatik, és 639 kath., 11 zsidó lak. 1490-ben itt fogadták el a magyar Rendek ujonnan választott királyokat II. Ulászlót. F. u. gróf Eszterházy József."
Pozsony vármegye monográfiája szerint "Keresztúr, a szered–nagyszombati vasútvonal közelében fekszik. Tót kisközség, 146 házzal és 1079 róm. kath. vallású lakossal. Ősidők óta lakott hely, a mit a határában előforduló leletek igazolnak. 1397-ben Kereszt-Úr néven szerepel és már plébániája is van. 1439-ben Albert király a Rozgonyiaknak adományozza. Az 1553. évi összeírásban Báthori András és a borostyánkői urak vannak birtokosaiként említve, 1647-ben pedig az Esterházyaké lett. Történeti feljegyzések szerint 1490-ben a magyar rendek itt fogadták II. Ulászlót. 1694-ben Thököly katonái táboroztak itt. A község hajdan magyar volt, de idővel eltótosodott. Egyháza, mint már említettük, ősrégi, de templomát Esterházy Ferencz gróf kanczellár 1760 és 1780 között újjáépítette. A községnek van saját postája, a távírója és a vasúti állomása pedig Keresztúr-Apaj."
A trianoni békeszerződésig Pozsony vármegye Nagyszombati járásához tartozott.

## Népessége
| Év:            | 1994. | 2004.   | 2014.   | 2024.   |
| -------------- | ----- | ------- | ------- | ------- |
| Emberek száma: | 1763  | 1758    | 1816    | 1797    |
| Eltérés:       |       | -0,28 % | +3,29 % | -1,04 % |

| Év:            | 2023. | 2024.   |
| -------------- | ----- | ------- |
| Emberek száma: | 1767  | 1797    |
| Eltérés:       |       | +1,69 % |

1910-ben 1166, túlnyomórészt szlovák lakosa volt.
2001-ben 1747 lakosából 1725 szlovák volt.
2011-ben 1836 lakosából 1705 szlovák.

## Neves személyek
- Itt hunyt el 1814-ben Jedlicska Tamás római katolikus plébános.

## Nevezetességei

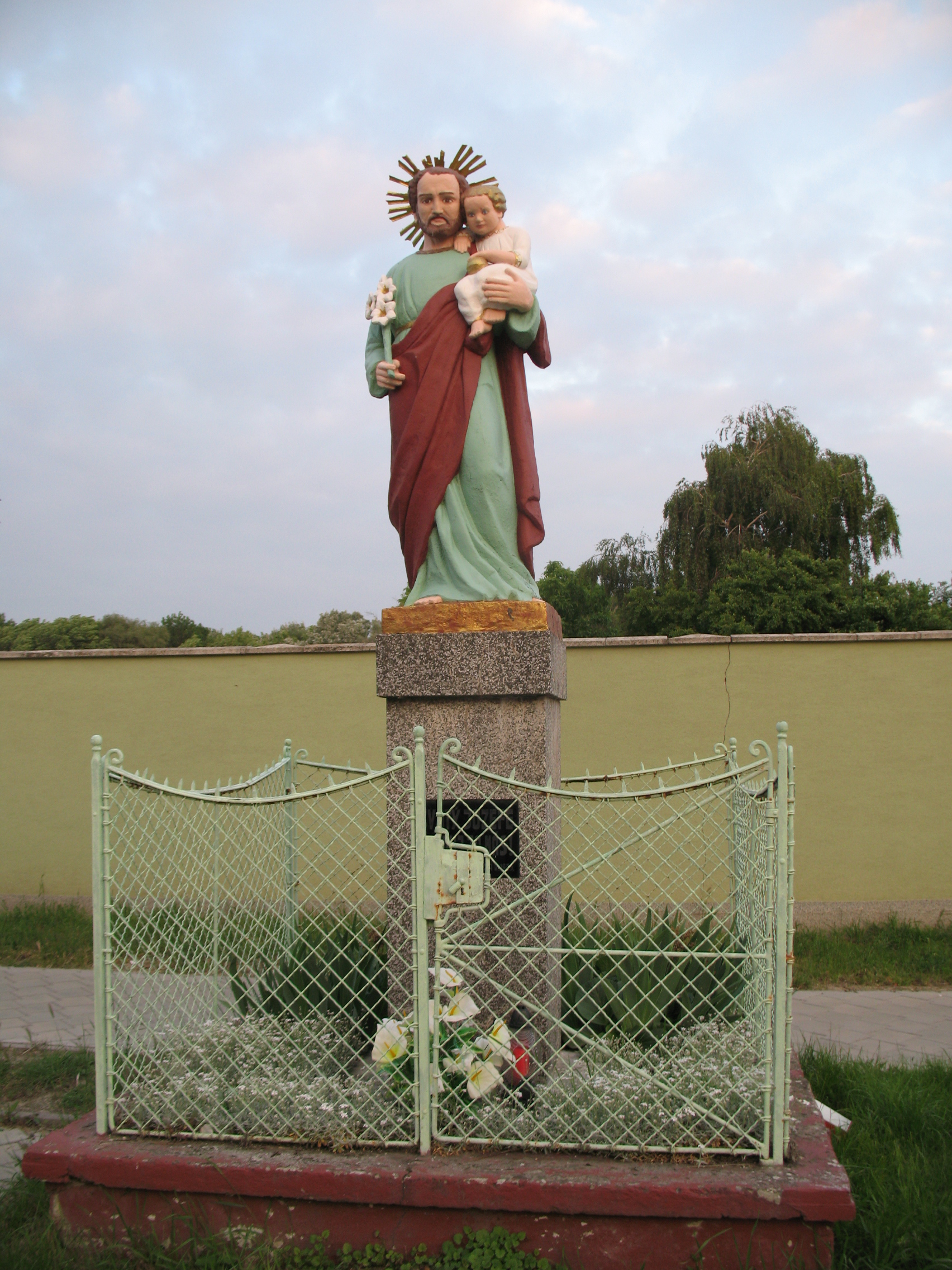
Szent József 1935-ből

A Szent Kereszt Felmagasztalása tiszteletére szentelt római katolikus templomát eredetileg kápolnaként 1246-ban építették. A templomot 1780-ban gróf Eszterházi Ferenc kancellár újjáépíttette. Ezt a barokk templomot 1937-ben lebontották és 1938-ban új templomot emeltek a helyén. A régi templomegyüttes legkorábbi részét, a rotundát 1938-ban restaurálták. Ekkor tárták fel a rotunda eredeti falfestményeit is, melyeket 1967 és 1970 között Vladimír Úradníček akadémiai festő restaurált. A külső rekonstrukció 1969-ig tartott, amikor a tetőzetet cserélték ki vízálló cserepekre. A rotunda körül egykor temető volt, melyet egészen 1775-ig használtak.